# لوازم مد

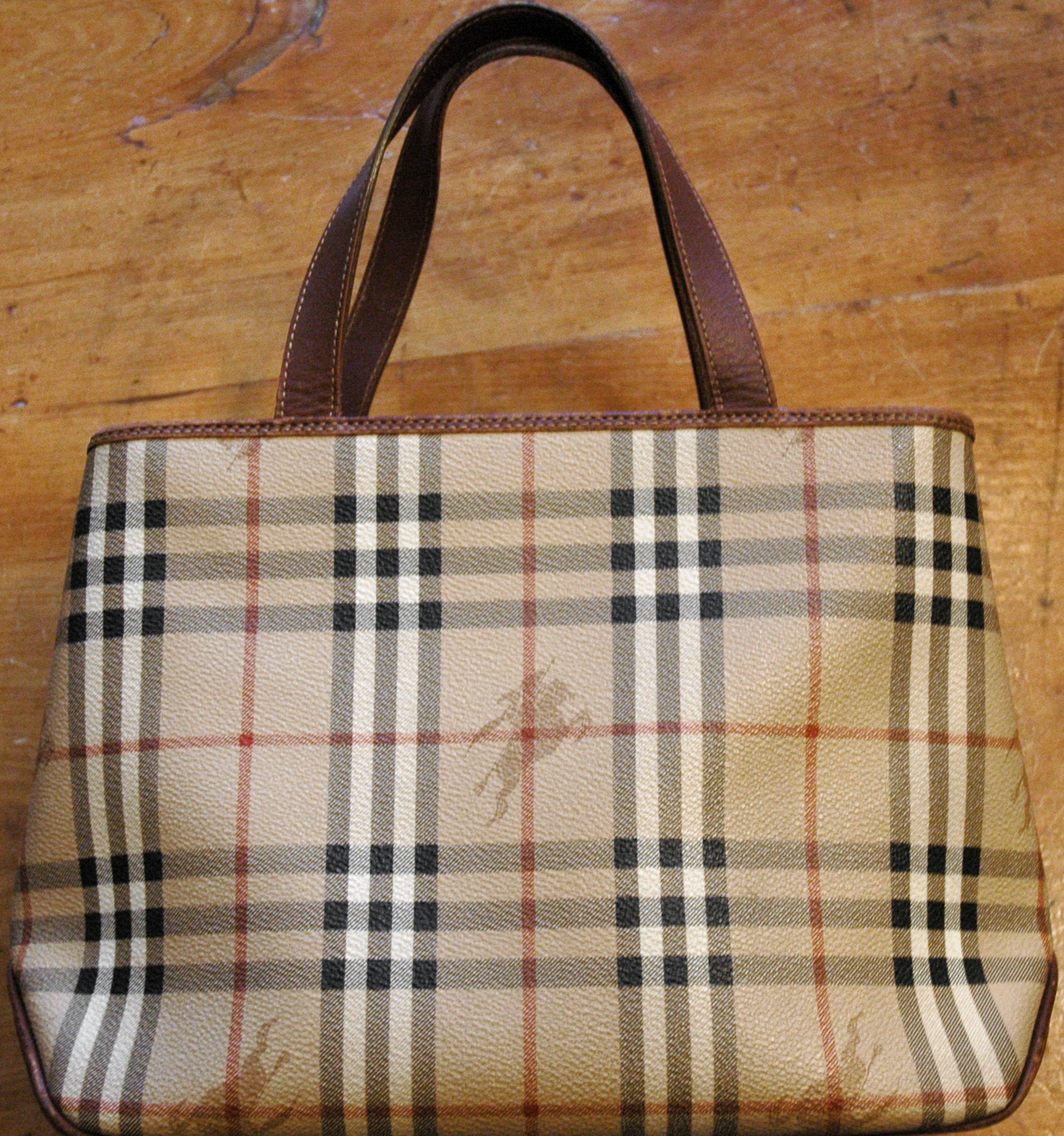
لوازم مد

لوازم مد یا اَکسِسوری (انگلیسی: Fashion accessory) یا لوازم جانبی مد، به وسایل و لوازم جانبی در صنعت مد و پوشاک اطلاق می‌شود، که اغلب برای تکمیل و تزئین پوشش و لباس مورد استفاده قرار می‌گیرند. این اصطلاح از اوایل قرن بیستم به کار گرفته شده‌است. لوازم جانبی مد را می‌توان به دو دسته کلی تقسیم کرد: لوازم قابل حمل و لوازم پوشیدنی. لوازم قابل حمل شامل کیف پول و کیف دستی، چتر، بادبزن، عصا و شمشیرهای تشریفاتی می‌باشند و لوازم پوشیدنی شامل ژاکت، چکمه و کفش، کراوات، کلاه، کمربند و بند شلوار، دستکش، جواهرات، ساعت، دستبند، شال،